# Magdalena García Bravo
Magdalena García Bravo (1862-1863) fue una escritora, periodista y poeta española.

## Biografía
Nacida el 26 de noviembre de 1862, colaboró en periódicos de Valencia como La Ilustración Popular, El Cosmopolita y La Antorcha,  y de Madrid como El Mensajero de la Moda, El Correo de la Moda y La Lealtad Española, además de en El Correo de las Familias de Tortosa, El Riojano de Logroño y El Talaverano de Talavera. García Bravo, que escribió poesía y fue reina de los Juegos Florales valencianos, falleció el 15 de marzo de 1891.